# Empecta albosparsa
Empecta albosparsa är en skalbaggsart som beskrevs av Leon Fairmaire 1903. Empecta albosparsa ingår i släktet Empecta och familjen Melolonthidae. Inga underarter finns listade i Catalogue of Life.